# Fandom de Harry Potter

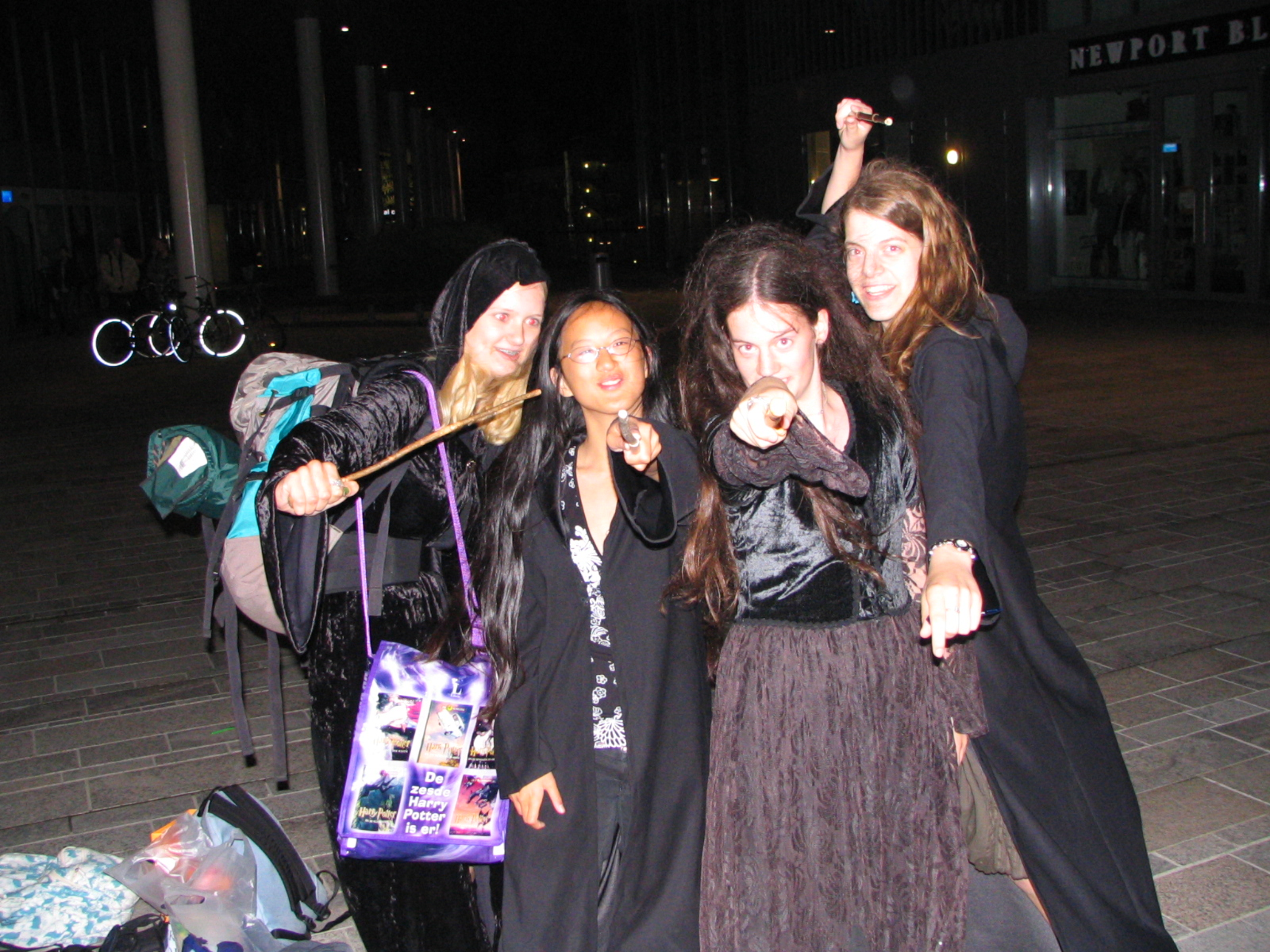
Chicas disfrazadas a la hora de adquirir la última novela de Harry Potter en 2007.

El fandom de Harry Potter es una amplia comunidad internacional e informal atraída por la serie de libros Harry Potter escritos por J. K. Rowling. El fandom se diversifica y expande por el uso de muchos medios de comunicación, incluyendo sitios web, fan fictions, pódcast y fan arts, además de otros. Los fan fiction de Harry Potter son historias basadas en la serie, pero estas son escritas por los seguidores y distribuidas por la red. Los fanáticos no solo interactúan a través de foros de Internet, también se reúnen en convenciones de fanáticos, círculos de lectores, giras turísticas a lugares relevantes de los libros y de la producción de las películas, y las famosas fiestas llevadas a cabo en la medianoche del lanzamiento de cada libro y película.
Para el cuarto libro, las legiones de fanáticos de Harry Potter habían crecido a tal punto que se tomaron considerables medidas de seguridad para que los libros no se pudieran adquirir antes de su lanzamiento. Estudios de esta fanaticada han demostrado que no solo los niños son fanáticos del joven mago, sino que cuenta con una innegable masa de adultos que son seguidores también, a pesar de que el segmento del mercado original por parte de J. K. Rowling giraba en torno a niños de nueve a doce años.

## Pottermanía

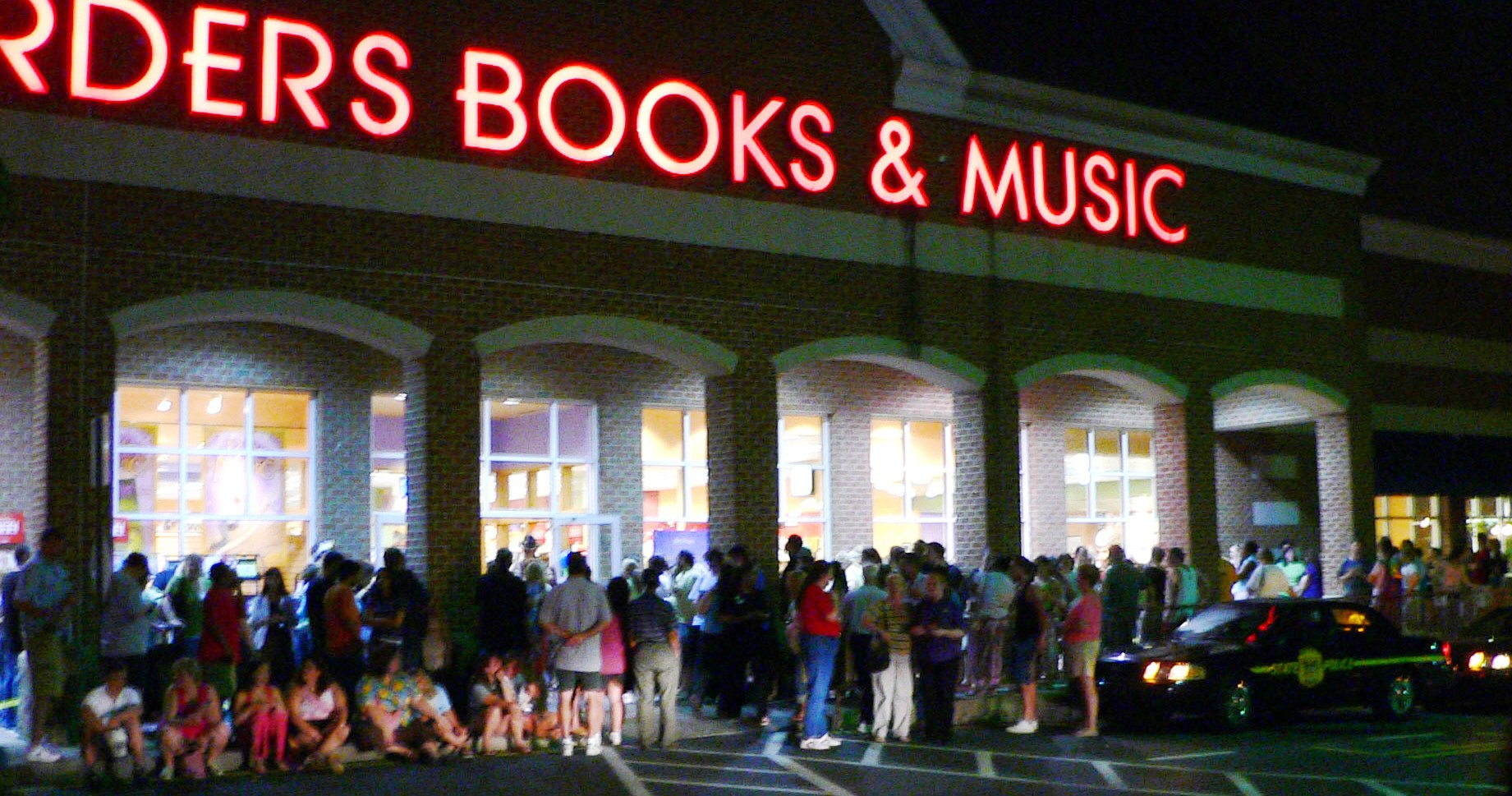
Admiradores a las afueras de Borders a la espera del lanzamiento de Harry Potter y el misterio del príncipe

Pottermania es un término informal que se utilizó por primera vez alrededor de 1999 para describir la locura de los fanes que se habían apoderado de la serie de libros de Harry Potter. Las fiestas de medianoche fueron popularizadas por los fanáticos a partir del lanzamiento de cuarto libro de la serie. Varias librerías angloparlantes permanecieron abiertas toda la noche que conducía a la víspera del lanzamiento. En 2005, Entertainment Weekly reseñó que el lanzamiento de medianoche de Harry Potter y el cáliz de fuego como uno de los "momentos más destacados" en los últimos 25 años.
La locura concerniente a la serie fue objeto de parodia en la novela de 2003 de Lauren Weisberger, The Devil Wears Prada así como su adaptación del 2006 a la pantalla grande. En la historia de la novela, Miranda Priestly es la directora de una revista de modas que trata bastante mal a sus empleados y en particular a sus asistentes, una de ellas es Andrea Sachs, a la que le ordena obtener dos copias de la siguiente entrega de la serie para sus dos hijas gemelas tan pronto como se publiquen (en la película, antes de que se publiquen).

## Sitios de fanes
Hay muchos sitios sobre Harry Potter en Internet, los más antiguos datan de 1997 a 1998. J. K. Rowling por su parte tiene una relación abierta con su base de fanáticos, y desde 2004 reparte periódicamente un premio al "mejor sitio de fans" ("Fan Site Award" en inglés) en su sitio oficial. El primer sitio en recibir la condecoración fue Immeritus, un sitio de fanes dedicado particularmente a Sirius Black, y sobre el cual Rowling escribió, "Estoy tan orgullosa por el hecho de que un personaje que siempre me gustó mucho, aunque nunca apareció tanto y era un personaje esporádico en los libros, haya ganado a un grupo de seguidores tan apasionados".
En 2004, después de Immeritus, Rowling concedió el honor a cuatro sitios. El primero fue Godric's Hollow; sin embargo, durante algún tiempo, el nombre de dominio del sitio fue ocupado por publicidad, por lo cual se perdió su contenido, y no hay otro expediente en el sitio de Rowling de que Godric’s Hollow recibiera la condecoración. El siguiente sitio condecorado fue Harry Potter Lexicon, una enciclopedia en línea sobre todos los términos del mundo de Harry Potter. Rowling en su momento admitió que visitó el sitio mientras escribía lejos de su hogar, ya que le salía más barato consultar en línea que comprar sus libros en una tienda. El tercer sitio fue MuggleNet, un sitio web que ofrece las últimas noticias del mundo de Potter, cuenta también con editoriales, foros, y un pódcast. Al concederle la condecoración, Rowling dijo que "ya era hora de que yo brindara homenaje al poderoso MuggleNet" y enumeró todas las características que ella adoraba del sitio, incluyendo "la exhaustiva información muy bien presentada sobre todos los libros y películas". El último sitio en agasajar ese año fue HPANA, el primer sitio de fanes que Rowling visitó en la red, sobre el cual declaró "es el sitio de noticias de Harry Potter más rápido que haya visto, nadie lo supera" y agregó que "la presentación es amigable con el usuario".
En 2005, solamente fue condecorada The Leaky Cauldron. En palabras de Rowling, “es un secreto muy mal guardado el hecho de que soy una enorme fan de The Leaky Cualdron”, añade que "una fuente de información maravillosamente bien diseñada de información diligente sobre todas las cosas de Harry Potter". En otro momento, Rowling ha llamado a The Leaky Cauldron su "sitio de fans preferido". En 2006, el sitio web brasileño Potterish fue el único sitio condecorado, en reconocimiento a su "estilo, a su pericia y a su garante reportaje". Es el único sitio de habla no inglesa que ha recibido reconocimiento.
En mayo de 2007 Harry Potter Fan Zone recibió la condecoración. Rowling reconoció sus intuitivos editoriales y elogió al sitio por su joven y dedicado personal. En diciembre de 2007, el reconocimiento fue para The Harry Potter Alliance, una campaña que intenta terminar con la discriminación, el genocidio, la pobreza, el Sida, el calentamiento global, y otras "artes oscuras del mundo real", relacionando estos problemas con los libros. Rowling catalogó al proyecto de "extraordinario" e "inspirador", y dijo que la misión era comparable a "los valores por los cuales el ejército de Dumbledore luchó en los libros". En un artículo acerca de ella en Time, Rowling expresó su agradecimiento por el acertado trabajo del sitio que enaltecía los niveles de conciencia entre las coaliciones anti-genocidas.
En cierta época, Warner Bros., que posee los derechos de autor de Harry Potter y a sus afiliados, intentó cerrar los sitios. El intento fracasó y en un cambio de actitud por parte de la corporación condujo eventualmente a invitar a los webmasters de los sitios más populares a los estrenos de las películas y también viajes a los sets de las películas. Los ejecutivos de Warner Bros. han reconocido que muchos seguidores están decepcionados porque ciertos elementos de los libros se dejaron por fuera en las películas. No han evitado estas críticas, ya que para ellos "la inclusión de los sitios de fanes en el proceso es lo que sentimos que es realmente importante".
Por otra parte, estos sitios de fanes contienen actualizaciones de las noticias en el mundo de los libros, películas, y la selección de personajes para las películas, con el uso de foros, de galerías de imagen o galerías de vídeo. También acogen las creaciones artísticas de los usuarios, por ejemplo fan arts o fan fictions.

### Pódcast
Los seguidores de Harry Potter han adoptado a los pódcast como un medio regular, a menudo semanal, para enterarse de las últimas discusiones alrededor del mundo de Harry Potter. Apple Inc. ha publicado dos de los pódcast, MuggleCast y PotterCast. Ambos han alcanzado las primeras posiciones en los rankings de pódcast del iTunes y han sido votados entre los 50 pódcast preferidos por los usuarios. En los premios a los mejores pódcast de 2006, cuando MuggleCast y PotterCast recibieron dos nominaciones para las mismas dos categorías, los dos pódcast se unieron como equipos y solicitaron el voto de los oyentes para PotterCast en la mejor categoría de entretenimiento y MuggleCast en la categoría de favoritos de la gente. Ambos pódcast ganaron en las categorías respectivas.
MuggleCast, hospedado por MuggleNet, fue creado en agosto de 2005, poco después del lanzamiento de El misterio del príncipe. Los temas tratados durante la primera emisión fueron los horrocruxes, las iniciales "R.A.B.", la película de El cáliz de fuego que se estrenaría en dos meses, y el sitio de internet DumbledoreIsNotDead.com. Desde entonces, MuggleCast ha llevado a cabo discusiones de capítulo por capítulo, análisis de personajes, y una discusión sobre una "teoría de la semana". MuggleCast también ha incluido un poco humor a su pódcast con segmentos como "espía a Spartz", donde los anfitriones llamaban al webmaster Emerson Spartz de MuggleNet y le revelaban a la audiencia en dónde se encontraba y qué estaba haciendo en ese momento. Además el miembro británico del pódcast, Jamie Lawrence cuenta una broma británica de la semana, y el anfitrión Andrew Sims lee un correo electrónico enviado a MuggleNet con una petición extraña o una charla incoherente (llamado "¡¿Huh?! Correo electrónico de la semana"). MuggleCast es actualmente el mejor situado entre los pódcast de Harry Potter en Internet.
PotterCast fue lanzado a menos de dos semanas después del primer episodio de MuggleCast. Producido por The Leaky Cauldron, desde el comienzo se diferenció de MuggleCast con un programa más estructurado, incluyendo varios segmentos en la que participaban más personas relacionadas con The Leaky Cauldron en comparación a los pódcast de MuggleCast. También fue el primer pódcast de Harry Potter en producir entrevistas regulares con las personas envuelta directamente con los libros y las películas. La primera de estas entrevistas ofrecidas fue con Stuart Craig, director de arte de las películas, así como Bonnie Wright, que interpreta a Ginny Weasley. PotterCast también ha entrevistado a Matthew Lewis (el actor que interpreta a Neville Longbottom), Evanna Lynch (Luna Lovegood), Jamie Waylett (Vincent Crabbe), Rupert Grint (Ron Weasley), Chris Columbus, Alfonso Cuarón, Mike Newell (directores de las primeras cuatro películas), Arthur A. Levine y Cheryl Klein (editores de los libros en Scholastic), e incluso a la propia autora de los libros, J. K. Rowling.
Los dos sitios son rivales amistosos y han lanzado al aire varios episodios combinados, que son llamados “The Leaky Mug", un pódcast lanzado por separado de cuando en cuando. Los pódcast conjuntos lanzados en vivo se han llevado a cabo en Nueva York, Las Vegas, y California. Cada cierto tiempo, los anfitriones de un pódcast aparecen en el otro.
Además ha habido pódcast basados solamente en un personaje en particular, tal como Snapecast el cual se centró en determinar la lealtad de Severus Snape.

## Fan fiction
Rowling ha respaldado a las historias de fan fiction en Internet, historias escritas por los seguidores que envuelve a Harry Potter u otros personajes de los libros. Un estudio de marzo de 2007 reveló que los fan fictions más buscados en internet son los de Harry Potter. Algunos seguidores utilizarán la estructura establecida en los libros para escribir historias de los últimos y futuros acontecimientos en el mundo de Harry Potter; otros escriben historias que tienen poca relación con los libros a excepción de los nombres de los personajes y ajustes en los cuales el fan fiction del seguidor ocurren. En el sitio de FanFiction.Net, reconocido por ser el "abuelito de los sitios dedicados a los fan fictions", se encuentran alrededor de 630.000 historias relacionadas con Harry Potter. Por otro lado, hay numerosos sitios web creados por los mismos seguidores dedicados exclusivamente a la publicación de los fan fictions relacionados con la serie. De éstos, FictionAlley.org ha crecido al punto de ser uno de los más grandes: alberga cerca de 80.000 historias y 20.000 fanarts. Otro sitio bastante conocido es The Shoebox Project que se dedica a la creación de su particular fan fiction. Fundado por dos usuarios de LiveJournal, en la actualidad cuenta con alrededor de 5.000 personas que están suscritas a las actualizaciones de la historia. Los trabajos de los autores, incluyendo este proyecto, fueron reseñados en un artículo de The Wall Street Journal en el que se discute el crecimiento y popularidad de los fandoms.
Rowling ha dicho sobre este asunto, "encuentro muy halagador el hecho que las personas amen tanto a los personajes”. Ella ha adoptado una posición positiva respecto a los fan fictions, opinión que no comparten otros autores contemporáneos como por ejemplo Anne McCaffrey o Anne Rice que desalientan a los fanáticos de escribir sobre sus libros y han pedido a sitios como FanFiction.Net a retirar todas las historias relacionadas con sus trabajos, peticiones aceptadas por el sitio. Sin embargo, Rowling se ha visto «alarmada por el material pornográfico o sexualmente explícito que claramente no es apto para los niños», según Neil Blair, un abogado de la editorial. Los abogados han enviado cartas para que este tipo de sitios dejen de hospedar material de este tipo.
Los fan fictions de Harry Potter también tienen una extensa lista de seguidores del género de slash, historias que destacan la homosexualidad que no existen en los libros. Las parejas más famosas de este género son Harry con Draco Malfoy (Drarry) o Severus Snape (Snarry), Scorpius Malfoy con Albus Potter (Scorbus), y Remus Lupin con Sirius Black (Wolfstar). El slash de Harry Potter ha erosionado un poco la antipatía que existía en torno a la sexualidad de o por parte de menores para los seguidores del slash en general.
En otoño de 2006, Jason Isaacs, que interpreta a Lucius Malfoy en las películas de Harry Potter, declaró que había leído fan fiction sobre su personaje y que le encantaba el material más loco y extravagante que había sobre el.

### Discusión
Antes de la publicación de Las reliquias de la Muerte, gran parte de la energía del fandom de Potter estaba dedicada a la especulación y el debate sobre la próxima trama y el desarrollo de los personajes. Con este fin, las pistas de los libros anteriores y las sugerencias deliberadas de J. K. Rowling (en entrevistas y en su sitio web) fueron analizadas en gran medida por los fanáticos. En particular, se publicaron ensayos de admiradores en sitios web como MuggleNet (los "editoriales de mayor fama mundial"), el Harry Potter Lexicon y The Leaky Cauldron (proyecto Scribbulus), entre otros: ofreciendo teorías, comentarios y análisis sobre todos los aspectos de la serie. La lista de discusión Harry Potter for Grown Ups en Yahoo (fundada en 1999) también es notable por su discusión y crítica detallada de los libros de Harry Potter.
La especulación se intensificó con la publicación en julio de 2005 de El misterio del príncipe y la entrevista detallada posterior a la publicación dada por Rowling a Mugglenet y The Leaky Cauldron. Notablemente, DumbledoreIsNotDead.com trató de entender los eventos del sexto libro de una manera diferente. (Rowling confirmó después, sin embargo —el 2 de agosto de 2006—, que Dumbledore estaba, de hecho, muerto, disculpándose humorísticamente al sitio web mientras lo hacía.) Una colección de ensayos, Who Killed Albus Dumbledore?: What Really Happened in Harry Potter and the Half-Blood Prince? Six Expert Harry Potter Detectives Examine the Evidence, fue publicada por Zossima Press en noviembre de 2006. Entre los colaboradores se encontraba el autor cristiano John Granger y Joyce Odell de Red Hen Publications, cuyo propio sitio web contiene numerosos ensayos sobre el Potterverse y el propio fandom.
En 2006, antes de la llegada de la séptima novela de Potter, cinco miembros del personal de MuggleNet fueron coautores del libro de referencia  Mugglenet.Com's What Will Happen in Harry Potter 7: Who Lives, Who Dies, Who Falls in Love and How Will the Adventure Finally End, una antología de predicciones no oficiales de fanáticos; a principios de 2007, Leaky lanzó HarryPotterSeven.com, en el que presentaba "resúmenes y predicciones de algunos de los fanáticos más expertos en línea" (incluido Steve Vander Ark, de Lexicon). Adiciones tardías a la escena de los fanáticos (antes de la publicación de Las reliquias de la Muerte) incluía BeyondHogwarts.com (el sucesor de DumbledoreIsNotDead.com), que se anunciaba como "la única conferencia en línea de fanáticos de Harry Potter en curso", así como Book7.co.uk, que ofrecía una hipotética "sinopsis en base a la evidencia" de la séptima novela. Hasta el día de hoy, el debate y la reacción a las novelas y películas continúa en los foros web (incluida la comunidad de Chamber of Secrets, de Mugglenet, y Leaky Lounge, de The Leaky Cauldron).

## Convenciones

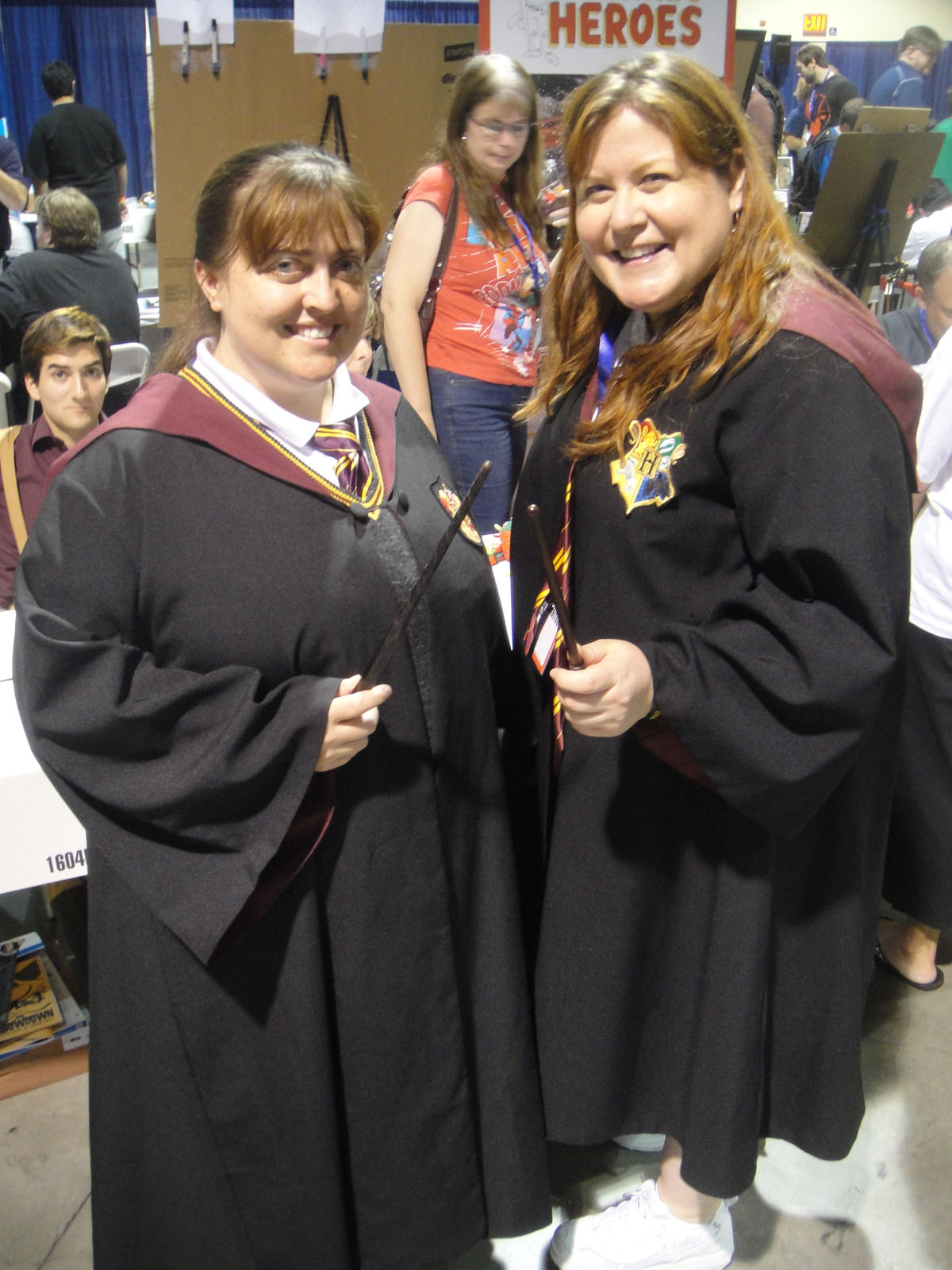
Fanáticas entusiastas vestidas como estudiantes de Hogwarts en el Long Beach Comic & Horror Con 2011

Las convenciones de fanes han sido otra vía por la cual los fanáticos se han reunido. Las conferencias han mantenido un énfasis académico, recibiendo a diversos expertos del mundo de Harry Potter como sus oradores principales. Han contando con notables miembros del fandom, como por ejemplo Steve Vander Ark, webmaster de Harry Potter Lexicon (participó en Accio, una conferencia llevada a cabo en julio de 2005 en la Universidad de Reading en Reading (Berkshire); Lumos, llevado a cabo en julio de 2006 en Las Vegas; Patronus 2006 llevado a cabo en la Universidad de Copenhague en Copenhague (Dinamarca); Sectus 2007 en Londres, una convención solamente para adultos; y Prophecy 2007 en Toronto); Jennie Levine, dueña de SugarQuill.net (Phoenix Rising, 2007); Melissa Anelli, actual webmaster de The Leaky Cauldron (Phoenix Rising, 2007); Sue Upton, redactora principal de The Leaky Cauldron (Prophecy, 2007); Heidi Tandy, fundadora de Fiction Alley (Prophecy, 2007), y Paul DeGeorge, guitarrista del grupo de la rock “mágico” Harry and the Potters (Prophecy, 2007). No obstante, las convenciones tratan de atraer a los fanáticos con otras actividades, a menudo más interactivas como por ejemplo el ajedrez mágico, el quidditch de agua, mirar las películas de Harry Potter o inmersiones en las culturas locales donde se llevan las convenciones. A veces los pódcast en vivo se han llevado en las convenciones.

## Debates deships
En las comunidades de fanáticos, la palabra "ship" y algunos de sus derivados como "shipping" o "shipper" se utilizan usualmente para describir una relación (del inglés relationship), principalmente amorosa. Según Emerson Spartz, el webmaster de MuggleNet, "el romance de los libros es la fuente de discusión más destacada del fandom en línea", en donde muchos fanes circunvalan lo obsesivo, pero afirma que a otros lectores indiferentes les parece un tema sobrevaluado.

### Después delMisterio del príncipe
Al finalizar El misterio del príncipe, después de abrirle el terreno desde Harry Potter y la cámara secreta, Rowling les comentó a los lectores que Harry Potter y Ginny Weasley estaban destinados a formar parte de una relación, y Ron Weasley y Hermione Granger en otra. Esto causó gran decepción entre los fanáticos que apoyaban una relación entre Harry y Hermione, y el odio fue avivado cuando Spartz y Melissa Anelli, webmasters de The Leaky Cauldron, se entrevistaron con Rowling poco después de la publicación del libro. Spartz dijo, "pensamos que estaba bastante claro el hecho de que Harry y Ginny eran el uno para el otro, también Ron y Hermione —pero consideramos que las señales fueron bastante débiles en los primeros cinco libros". Rowling estuvo de acuerdo, y Spartz bromeó acerca de los partidarios de Harry y de Hermione que estaban "desilusionados". Rowling dijo inmediatamente que ella todavía valoraba a sus lectores pero estableció con sinceridad que "realmente conocemos ahora que la relación es la de Ron y Hermione” y agregó, "siento que he dejado caer indirectas bastante grandes. Indirectas muy grandes realmente, antes de que se supiera finalmente. Creo ciertamente que incluso si las pistas no habían sido tomadas en cuenta para el final de Azkaban, cualquier incrédulo había caído en cuenta con [Viktor] Krum en el Cáliz...".
Cuando la entrevista fue publicada en línea, los seguidores de la relación de Harry/Hermione estaban furiosos, uno escribió en un tablero en línea el mensaje, "esa mujer [Rowling] ha destruido totalmente mi fe en tener alguna vez una relación verdadera". Varias peticiones fueron realizadas, una pedía a Rowling que "se disculpan inmediatamente por sus observaciones...en particular las siguientes palabras: "realmente conocemos ahora que la relación es la de Ron y Hermione." También se le exigía a Rowling la "rectificación de la situación en el libro 7, despejando cualquier duda a los pocos seguidores de Ron/Hermione (los verdaderamente 'desilusionados') que flotaban alrededor pudieran tener sobre la verdadera relación romántica que importa en los libros de Harry Potter, la de Harry y de Hermione". Spartz se disculpó después admitiendo que "desilusionados" pudo haber sido una palabra demasiado áspera, pero explicó:

Mis comentarios no estuvieron dirigidos a los seguidores que admitían el hecho de que la pareja Harry/Hermione tenía muy poca posibilidad de suceder  pero adoraban la idea de anduvieran juntos. Fue dirigido a aquellos seguidores  "militantes" que insistieron de forma intolerable que su pareja terminaría imponiéndose a las otras, y que los demás seguidores estaban muy ciegos como para verlo de esa forma. Ustedes se sintieron desilusionados, ustedes que vieron lo que quisieron ver y que no pueden culpar a otra persona que no sea a ustedes mismos.

También solicitó que no "la emprendieran en contra de" Rowling: "la creadora misma ha sido objeto de crítica, creo que es hora para ustedes de dejar de lamer sus heridas y de pasar del tema de una buena vez. Sin embargo, algunos seguidores de la pareja de Harry/Hermione ha continuado las quejas. En un foro de discusión, los participantes resolvían unirse en contra de Spartz, Anelli y Rowling, escribiendo que el nuevo propósito del foro era "expresa tus opiniones y demuestra por qué la evidencia estaba allí para el ‘Harry/Hermione’, incluso si la Sra. Rowling, desafortunadamente, no las vio", y "dejar saber la manera en que usted se siente sobre sus comentarios, o precisa cómo, porqué y donde ella siguió un mal en el desarrollo de los personajes, o discute simplemente cómo ella ha perdido una excelente oportunidad de contar una de las historias más grandes del amor contadas siempre".

### Otras relaciones
En una escala menos intensa, otras relaciones han sido objeto de adoración por los fanáticos gracias a las indirectas sugestivas o las declaraciones explícitas a través del desarrollo de la historia, tal como esos entre Draco Malfoy y Pansy Parkinson, Rubeus Hagrid y Olympe Maxime, o Percy Weasley y Penelope Clearwater. Una relación potencial entre Neville Longbottom y Luna Lovegood fue originalmente dilapidada por Rowling, un tiempo después se retractó de este comentario y dijo que entre los dos hubo algún signo de atracción en el último libro de la serie. Algunas parejas, además de Harry y Ginny y Ron y Hermione, han establecido sus relaciones en la serie de libros: Bill Weasley y Fleur Delacour se casan en Las reliquias de la Muerte después de salir juntos en El misterio del príncipe. En El misterio del príncipe, Nymphadora Tonks mantiene sus sentimientos hacia Remus Lupin en secreto, pero permanece deprimida cuando el rechaza su afecto; el considera que no puede mantener una relación sana al ser un hombre lobo. Tonks le declara su amor para el final del libro, y ella y Lupin se casan al principio de Las reliquias de la Muerte, más adelante en la historia tienen un hijo llamado Teddy. Otras parejas, como Harry y Draco, Harry y Snape o Lupin y Sirius Black, generan favoritismos entre los fanes que leen fan fictions acerca de las mismas.

## Juegos de interpretación de roles

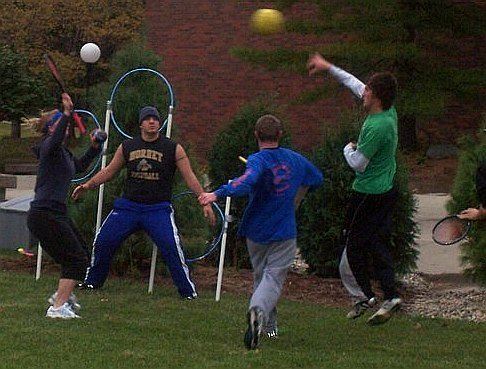
Estudiantes de la Universidad de Millikin en su torneo semestral de Muggle Quidditch, una forma de interpretación en vivo de los roles

Los juegos para interpretar roles son una de las principales atracciones de los fanáticos de Harry Potter, existen dos formas de jugar, interpretación de roles por medio de internet, o la interpretación en vivo de los roles.
El juego en la vida real a veces envuelve la representación o la creación de un equipo de quidditch. Las reglas del juego y el estilo del mismo varían entre los eventos de fanáticos, pero se mantienen lo más fiel posible al deporte creado por Rowling. El simposio de Lumus en 2006 incluyó un torneo de quidditch jugado en el agua. Los más comunes son los juegos en tierra con cierto parecido al balonmano desarrollado por el equipo de los Estados Unidos y ofrecido por el evento Spellbound patrocinado por MuggleNet, así como el Muggle Quidditch, jugado en la Universidad de Milliking.
Los juegos de rol en Internet tratan de recrear la experiencia de Hogwarts. La mayoría de estos sitios son del tipo "foro", en los que generalmente se resalta el tomar clases que son impartidas por miembros del mismo foro y el desafío es que los jugadores ganen cuantos puntos para sus casas respectivas como les sea posible. Algunos sitios de Internet van mucho más allá en el seguimiento de la historia y no solo se centran en el rol de las clases para obtener puntos para las casas. Son numerosos los sitios que se han creado todo un mundo relacionados con Harry Potter, no solo Hogwarts, dando más oportunidad de creatividad a los autores de los juegos al recrear escuelas que no salen mencionadas en los libros. Mientras que estas escuelas siguen el guion de los libros, el grado en que lo hacen varía de escuela en escuela. Las universidades de Wizarding se han originado en el Internet también.
Otros sitios usan versiones modificadas de phpBB que permiten un cierto nivel de juego de roles interactivo y son lo que comúnmente se conoce como "juego de roles basado en foros". Los juegos interactivos pueden incluir características de jugador contra jugador; una forma de moneda para realizar compras en tiendas; y personajes que no sean jugadores, sino tal como monstruos a los que se deban combatir para ganar niveles y puntos de experiencia. Sin embargo, estas características son más frecuentes en los juegos que no están basados en foros. El avance en tales juegos generalmente depende del chat en vivo, la cooperación multijugador y la lucha en lugar de tomar clases o simplemente publicar para ganar puntos para la "casa" de uno; como en Hogwarts, los jugadores en juegos basados en foros a veces se clasifican en un grupo diferente que distingue diferentes valores dentro de una persona.
Un sitio principal de juego de roles es el de una rama de MuggleNet, Mugglenet Interactive. En este sitio hay muchos foros para tomar clases que le permiten ganar a uno galeones, sickles y knuts, además de haber paneles de discusión sobre los libros, entre otras cosas. El juego de roles en este sitio le permite crear a uno un personaje para el cual puede crear historias e interactuar con otros miembros. Hay varios paisajes en este sitio, incluyendo el callejón Diagon, el Hospital St. Mungo, Hogsmeade, Hogwarts y otros lugares mágicos. Un foro principal es el de la Sala Común de Gryffindor, donde muchos jugadores van a conocer a otros personajes y se involucran en el drama diario que ocurre allí.

## Wizard rock

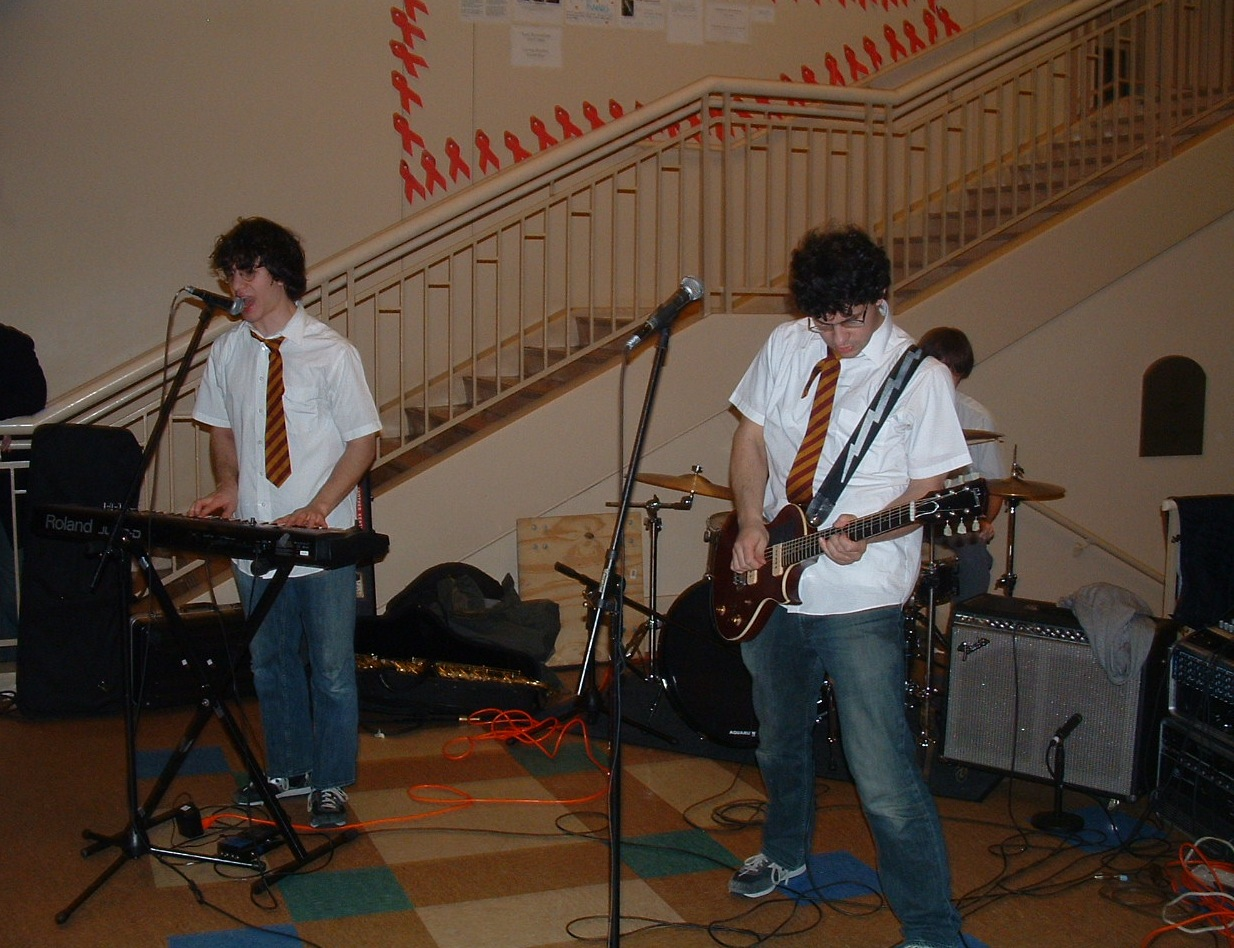
Harry and the Potters se presentan en la escuela Horace Mann en Riverdale, Bronx (ciudad de Nueva York) en 2007.

El wizard rock (algunas veces abreviado en el mundo anglosajón como "WRock") es un movimiento musical que data del 2002 y que consiste en al menos 450 grupos musicales (que incluyen a Harry and the Potters, Draco and the Malfoys, The Remus Lupins, Kingsley and the Shackelbolts, The Moaning Myrtles y the Whomping Willows) compuestos por músicos jóvenes, que interpretan canciones acerca de Harry Potter. El movimiento comenzó en Massachusetts con Harry and the Potters, aunque ha crecido internacionalmente. Sin embargo, la mayoría de los grupos de wizard rock están ubicados en Estados Unidos. Las letras normalmente intentan ser humorísticas y son sencillas, y muchos grupos escriben sus canciones desde el punto de vista de un personaje en particular en los libros, personaje que normalmente sale reflejado en el nombre del grupo. En las presentaciones en vivo, hacen cosplay, o se visten como ese personaje. Aunque la mayor parte de seguidores de este tipo de música son seguidores de Harry Potter, algunos grupos han atraído a personas que no tienen relación con el mundo de Harry Potter.
En contraste con bandas establecidas que tienen algunas canciones que incorporan referencias literarias entre un ancho repertorio de música (notablemente Led Zeppelin a El Señor de los Anillos), los grupos de wizard rock toman su inspiración enteramente del universo de Harry Potter. Preservando de esta manera el fomento de la lectura, a los grupos les gusta cantar en librarías, tiendas de libros y escuelas. También se han presentado en convenciones de fanes.
Un largometraje documenta el movimiento del wizard rock, The Wizard Rockumentary: A Movie About Rocking and Rowling, el cual se estrenó el 11 de abril de 2008 en el teatro Garland en Spokane, (Washington). Están previstas algunas proyecciones del largometraje para el próximo Florida Supercon en Ft. Lauderdale (Florida), así como en Portus and Terminus, una convención de seguidores de Harry Potter en Dallas (Texas) y Chicago (Illinois). Además, el documental será exhibido junto a la parodia de la misma película, titulada The Wizard Schlockumentary, en el festival independiente de filmografía de la Universidad de Indiana.

## Giras por sitios icónicos

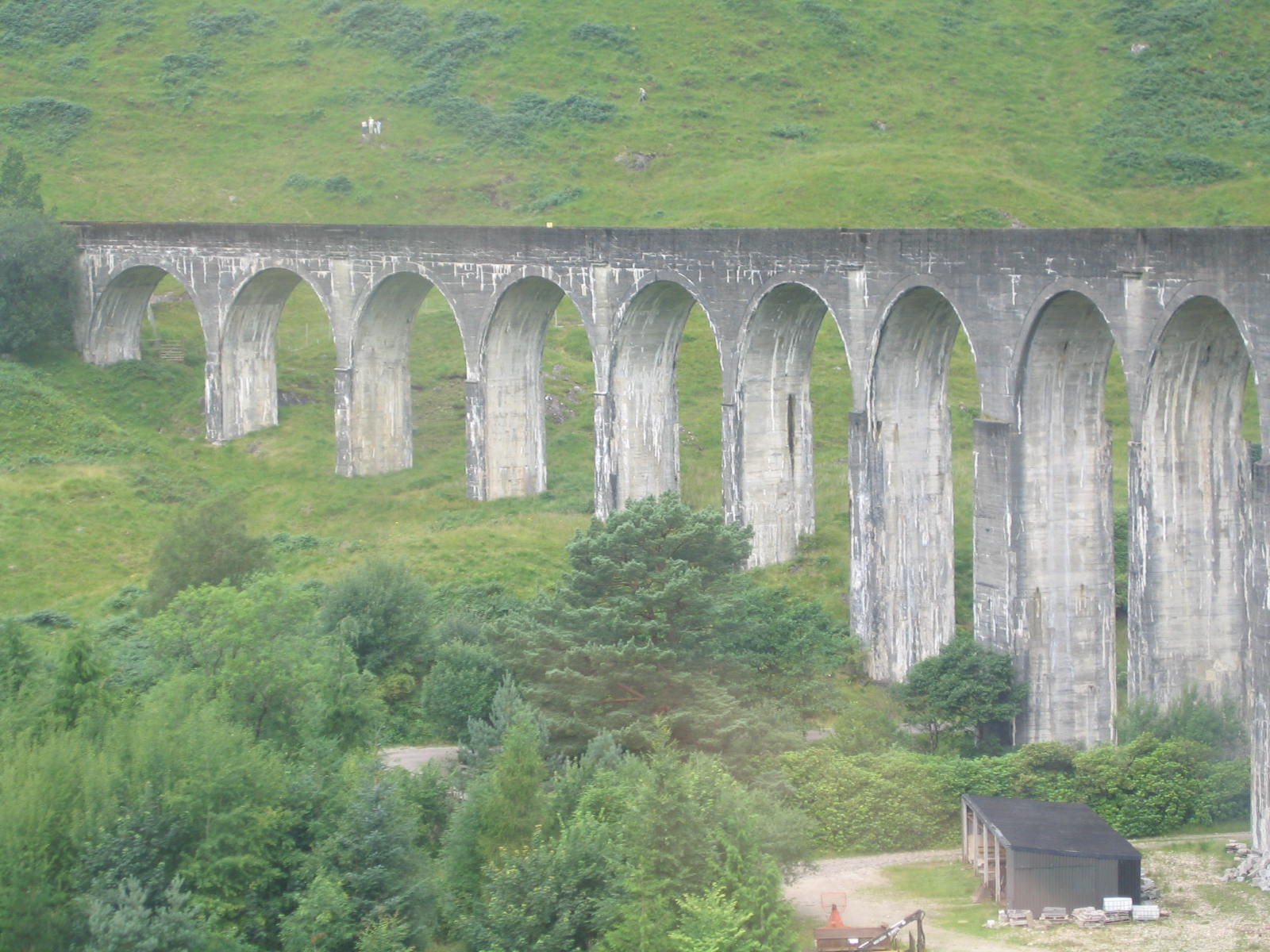
Viaducto de Glenfinnan, utilizado por el Expreso de Hogwarts en las películas.

Algunas agencias de viajes han organizado una subdivisión de giras que destaquen específicamente los sitios relevantes en el mundo de Harry Potter. HP Fan Trips, ofrecido por la agencia de viajes Beyond Boundaries Travel desde 2004 conjuntamente con el sitio de fanes HPANA, fue diseñado por y para los fanes seguidores de la serie, y gira por localidades significativas relacionadas con Harry Potter localizadas en el Reino Unido, incluyendo Escocia. Desde 2004 han alquilado la exclusiva locomotora de vapor #5972 Olton Hall, el tren usado en las películas como el Expreso de Hogwarts, así como los vagones etiquetados como tales y vistos en las películas. La agencia de viajes Your Man in Europe comenzó a albergar en 2006 la agencia especializada Magical Tours conjuntamente con el sitio de fanes MuggleNet. Se caracterizaba por ofrecer cuatro giras diferentes a través de Inglaterra y de Escocia.

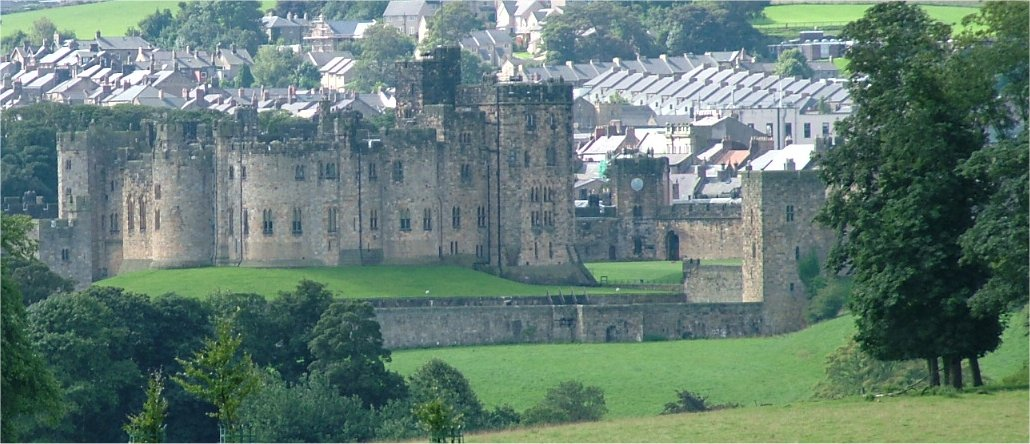
Castillo de Alnwick utilizado para rodar los exteriores de Hogwarts.

Estos viajes brindan un extensivo panorama de las localizaciones usadas para rodar las películas, aunque algunos viajes incluyen un restaurante chino en Edimburgo, que en el pasado fue Nicholson’s Café, lugar en donde Rowling escribió la mayor parte del manuscrito de Harry Potter y la piedra filosofal, y el Castillo de Edimburgo, donde Rowling leyó el sexto libro en la noche de su lanzamiento a una audiencia de niños. Las localizaciones de la película visitadas incluyen el Castillo de Alnwick, utilizado para rodar algunos exteriores de Hogwarts además de otros lugares en Fort William, Escocia; Glen Nevis, Escocia; el viaducto de Glenfinnan; y la Catedral Christ Church en Oxford.

## Salud
Con la creciente popularidad de la serie, las críticas negativas no se han hecho esperar. Aparte de las críticas negativas de los libros, alegaciones de brujería y ocultismo, varias disputas legales, un doctor que acuñando el término de "dolor de cabeza de Hogwarts" en una carta al New England Journal of Medicine poco antes de lanzamiento de La Orden del Fénix, el libro más largo de la serie, con 768 páginas en la edición británica, 870 en la edición de Estados Unidos, y más de 250.000 palabras. Explicó que no es una condición de gravedad, en donde se describen dolores de cabeza causados por la tensión posiblemente acompañados por dolores de muñeca y cuello, producidos por largas sesiones de lectura de los libros de Harry Potter. Su prescripción de tomar un descanso de la lectura fue rechazada por dos de sus pacientes diagnosticados con el dolor de cabeza. En una nota similar, investigadores en Oxford descubrieron que en las semanas siguientes a la publicación de La Orden del Fénix y El misterio del príncipe, ingresaron a las salas de emergencias de Londres una cantidad considerable de niños que presentaban un diagnóstico similar al descrito como "dolor de cabeza de Hogwarts".